# Orsolobus pucara
Orsolobus pucara là một loài nhện trong họ Orsolobidae.
Loài này thuộc chi Orsolobus. Orsolobus pucara được Raymond Robert Forster & Norman I. Platnick miêu tả năm 1985.